# Fly Cham
Fly Cham (arabe : فلاي شام, également connue sous le nom de Fly Sham), est une compagnie aérienne syrienne, dont le siège social est situé à Damas, Syrie.

## Histoire
Il s'agit d'une compagnie soutenue par les Émirats arabes unis, fondée en mai 2025 dans le cadre de l'initiative d'investissement conjoint entre la Syrie et les Émirats arabes unis.
Le 11 juin 2025, Fly Cham Airlines a lancé son vol inaugural de l'aéroport international de Damas vers Abou Dhabi, Émirats arabes unis.

## Destinations
Fly Cham exploite les services suivants (en juin 2025):
| Pays                | Ville     | Aéroport                           | Notes | Refs  |
| ------------------- | --------- | ---------------------------------- | ----- | ----- |
| Irak                | Bagdad    | Aéroport international de Bagdad   |       |       |
| Irak                | Erbil     | Aéroport international d'Erbil     |       |       |
| Koweït              | Koweït    | Aéroport international de Koweït   |       | [ 5 ] |
| Oman                | Mascate   | Aéroport international de Mascate  |       |       |
| Syrie               | Alep      | Aéroport international d'Alep      | Hub   |       |
| Syrie               | Damas     | Aéroport international de Damas    | Hub   |       |
| Émirats arabes unis | Abou Dabi | Aéroport international d'Abou Dabi |       |       |
| Émirats arabes unis | Charjah   | Aéroport international de Charjah  |       |       |
| Émirats arabes unis | Dubaï     | Aéroport international de Dubaï    |       |       |

## Fleet
La flotte de Fly Cham Airlines comprend les appareils suivants (en juin 2025) :
| Aéronefs        | En service | Commandes | Passagers | Passagers | Passagers | Notes/sources |
| Aéronefs        | En service | Commandes | C         | Y         | Total     | Notes/sources |
| --------------- | ---------- | --------- | --------- | --------- | --------- | ------------- |
| Airbus A320-200 | 3          | —         | 8         | 156       | 164       |               |
| Total           | 3          | —         |           |           |           |               |